# John Rulon-Miller
John Rulon-Miller  (* 14. Juni 1939 in New York City; † 22. April 2022 in Henley-in-Arden) war ein US-amerikanischer Autorennfahrer.

## Karriere als Rennfahrer
John Rulon-Miller war in den 1970er-Jahren im Sportwagensport aktiv. 1971 kam er nach Deutschland und ging erst in der Deutschen Rundstrecken- und danach in der Rennsport-Meisterschaft an den Start. Seine beste Platzierung war der dritte Rang beim Wertungslauf in Zolder 1973.
In den folgenden Jahren ging er in der Sportwagen-Weltmeisterschaft an Start und ging viermal beim 24-Stunden-Rennen von Le Mans ins Rennen. Zweimal, 1976 und 1978, wurde er 14. in der Gesamtwertung. 1976 war das auch der Sieg in der IMSA-Klasse.

## Statistik

### Le-Mans-Ergebnisse
| Jahr | Team                | Fahrzeug                | Teamkollege   | Teamkollege     | Platzierung             | Ausfallgrund |
| ---- | ------------------- | ----------------------- | ------------- | --------------- | ----------------------- | ------------ |
| 1975 | Gante Racing        | Porsche 911 Carrera RSR | Tom Waugh     | Serge Godard    | Ausfall                 | Ölleck       |
| 1976 | Tom Waugh           | Porsche 911 Carrera RSR | Tom Waugh     | Pierre Laffeach | Rang 14 und Klassensieg |              |
| 1977 | Charles Ivey Racing | Porsche 911 Carrera RSR | Peter Lovett  | John Cooper     | Ausfall                 | Motorschaden |
| 1978 | Charles Ivey Racing | Porsche 911 Carrera RSR | Larry Perkins | Gordon Spice    | Rang 14                 |              |